# Edwin R. Leach
Edwin Ralph Leach (* 3. Mai 1878 in Vallejo (Kalifornien); † 22. Juli 1971) war ein US-amerikanischer Entomologe.
Leach interessierte sich schon als Jugendlicher für Insekten und Naturgeschichte und studierte Bergbau an der University of California, Berkeley mit dem Bachelor-Abschluss 1901. In der Zeit der Großen Depression leitete er eine Kupfermine in Trinity County. Später war er Direktor einer Versicherungsgesellschaft (Insurance Securities Inc.) und der Buttes Gas and Oil Company.
Daneben befasste er sich mit Entomologie, speziell mit Käfern. Eine Vorliebe hatte er für Blatthornkäfer (Scarabaeidae) und die Gattung Pleocoma, über die er 1933 veröffentlichte und dabei zwei neue Arten beschrieb.
Er war Ehrenmitglied der Pacific Coast Entomological Society, der er seit 1916 angehörte und deren Schatzmeister er 1931 bis 1942 war. 1920 wurde er Mitglied der California Academy of Sciences und 1946 deren Fellow.
Seine umfangreiche Insektensammlung von 40.000 bis 50.000 Exemplaren vermachte er der California Academy of Sciences in San Francisco.